# Eadsův most
Eadsův most (anglicky Eads Bridge) je obloukový most spojující břehy řeky Mississippi v St. Louis. Byl postaven v roce 1874 a stal se klíčovým prostředkem železničního spojení mezi východem a západem Spojených států amerických.
Most nese jméno architekta a stavitele Jamese B. Eadse. Když byl v roce 1874 dokončen, byl s celkovou délkou 1964 m nejdelším obloukovým mostem na světě. Při jeho konstrukci byla poprvé použita ocel jako základní konstrukční materiál. Ocel dodaly ocelárny Andrewa Carnegieho.
Eadsův most také jako první užíval metodu konzolových nosníků a byl jedním z prvních, při jejichž stavbě se použily kesony. Jelikož byly umístěny ve velké hloubce (dosud jedné z největších na podobných stavbách), projevily se tam rovněž poprvé příznaky kesonové nemoci. Zemřelo patnáct dělníků, další dva zůstali doživotními invalidy a 77 bylo vážně zraněno.
14. června 1874 provedl John Robinson „sloní test“, aby prokázal, že je nový Eadsův most bezpečný. Davy lidí nadšeně pozdravovaly cirkusového slona, který přešel most ve směru do Illinois. Tehdy se věřilo, že sloni mají vyvinutý instinkt, který jim brání vstoupit na nejisté konstrukce. O dva týdny později Eads poslal 14 parních lokomotiv naráz na zpáteční cestu přes most. Slavnostní otevření proběhlo 4. července 1874 a jeho součástí byla přehlídka, jejíž průvod byl 15 mil (24 km) dlouhý.

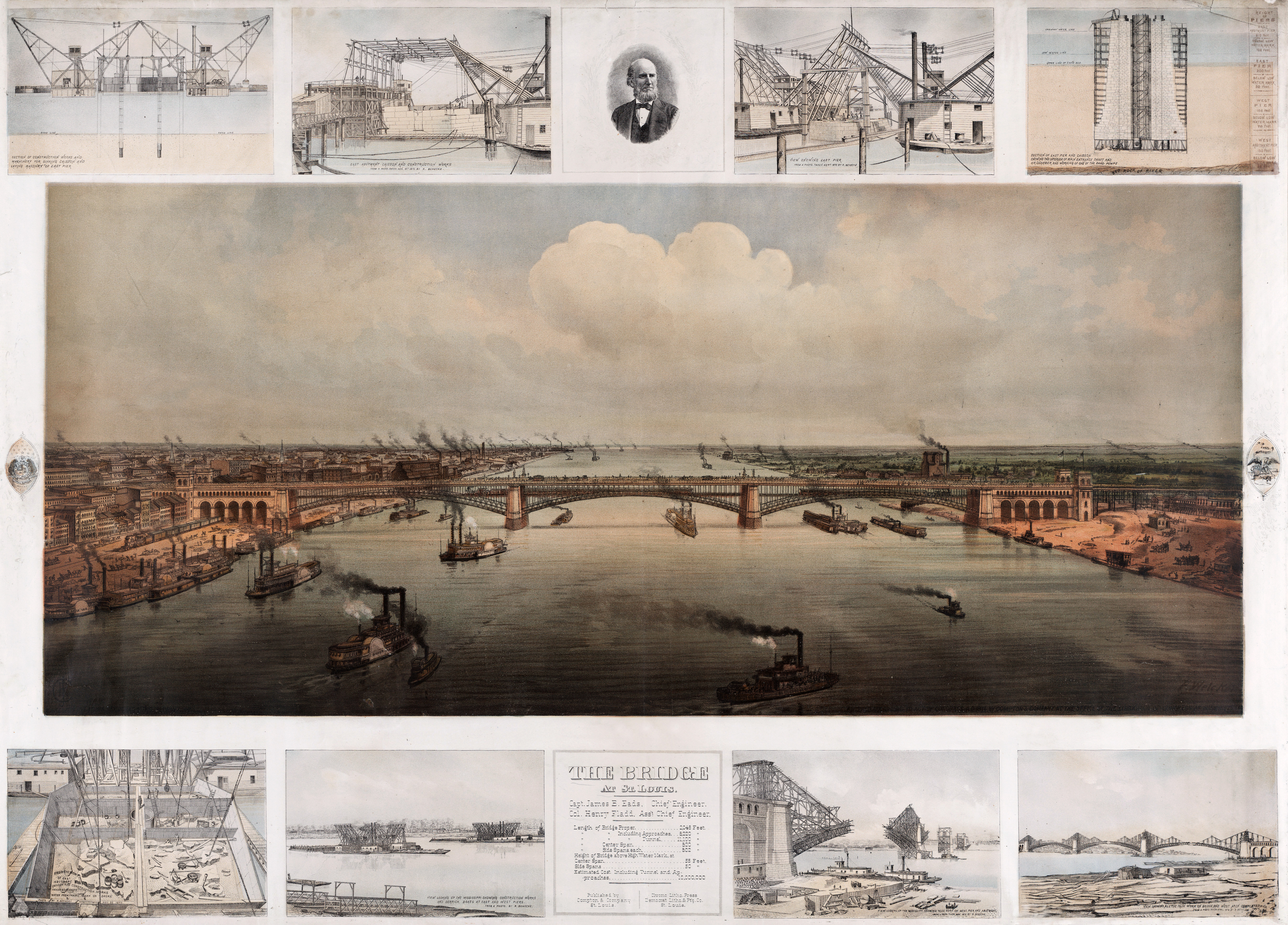
Eadsův most v různých fázích výstavby

Eadsův most se stal ikonou St. Louis a zůstal jí až do vztyčení Gateway Arch v areálu památníku Jefferson National Expansion Memorial v roce 1965. Most zůstává v provozu, po rekonstrukci mostovky se užívá pro pěší i automobilovou dopravu. Od roku 1993 přes něj vede také linka lehkého metra metropolitní dopravní společnosti St. Louis MetroLink.